# Tuszkowo
Tuszkowo – wieś w Polsce położona w województwie kujawsko-pomorskim, w powiecie sępoleńskim, w gminie Sośno.
| SIMC    | Nazwa      | Rodzaj    |
| ------- | ---------- | --------- |
| 0096342 | Leśniewice | część wsi |

W latach 1975–1998 miejscowość administracyjnie należała do województwa bydgoskiego. Według Narodowego Spisu Powszechnego (III 2011 r.) liczyła 175 mieszkańców. Jest dwunastą co do wielkości miejscowością gminy Sośno.